# Volta a Espanya de 2019
La Volta a Espanya de 2019, 74a edició de la Volta a Espanya, es va disputar entre el 24 d'agost i el 15 de setembre de 2019 sobre un recorregut de 3.290,7 km distribuïts en 21 etapes. La cursa formava part de l'UCI World Tour 2019. L'inici de la cursa tingué lloc a Torrevella, mentre el final fou a Madrid. Una etapa es va disputar a Andorra i dues a França.
Gràcies principalment a la seva victòria en la contra-rellotge, Primož Roglič (Team Jumbo-Visma) aconseguí la victòria en la classificació general i la classificació per punts. Aquesta fou la seva primera victòria en una Gran Volta, alhora que era el primer eslovè en guanyar una cursa de tres setmanes. En la classificació general superà a Alejandro Valverde (Team Movistar) i Tadej Pogačar (UAE Team Emirates), que alhora guanyà la classificació dels joves. Geoffrey Bouchard (AG2R La Mondiale) guanyà la classificació de la muntanya. Amb tres ciclistes entre els deu primers (Valverde, Nairo Quintana i Marc Soler), l'equip Movistar guanyà la classificació per equips.
La cançó d'aquesta edició fou "Otro intento más" d'Arkano.

## Equips participants
En aquesta edició de la Volta a Espanya van prendre part 22 equips: els 18 World Tour, més 4 equips convidats de categoria continental professional, l'equip francès Cofidis i els equips espanyols Burgos-BH, Caja Rural-Seguros RGA i Euskadi Basque Country-Murias.
| WorldTeams (18)- AG2R La Mondiale - Astana - Bahrain-Merida - Bora-hansgrohe - CCC Team - Dimension Data - EF Education First - Groupama-FDJ - Team Jumbo-Visma - Lotto Soudal - Mitchelton-Scott - Movistar Team - Deceuninck-Quick Step - Katusha-Alpecin - Ineos - Team Sunweb - Trek-Segafredo - UAE Team Emirates Equips continentals professionals (4)- Burgos-BH - Caja Rural-Seguros RGA - Cofidis, Solutions Crédits - Euskadi Basque Country-Murias |
| |

## Etapes
| Etapa     | Data       | Ciutats d'etapa                               | type                      | Distància (km) | Vencedor de l'etapa         | Líder de la general       |
| --------- | ---------- | --------------------------------------------- | ------------------------- | -------------- | --------------------------- | ------------------------- |
| 1a etapa  | 24 de ago  | Torrevella – Torrevella                       | contrarellotge per equips | 13,4           | Astana                      | Miguel Ángel López Moreno |
| 2a etapa  | 25 de ago  | Benidorm – Calp                               | etapa de mitja muntanya   | 199,6          | Nairo Quintana Rojas        | Nicolas Roche             |
| 3a etapa  | 26 de ago  | Ibi – Alacant                                 | etapa plana               | 188            | Sam Bennett                 | Nicolas Roche             |
| 4a etapa  | 27 de ago  | Cullera – Puig de Santa Maria, el             | etapa plana               | 175,5          | Fabio Jakobsen              | Nicolas Roche             |
| 5a etapa  | 28 de ago  | l'Eliana – Javalambre                         | etapa de mitja muntanya   | 170,7          | Ángel Madrazo Ruiz          | Miguel Ángel López Moreno |
| 6a etapa  | 29 de ago  | Móra de Rubiols – Ares del Maestrat           | etapa de mitja muntanya   | 198,9          | Jesús Herrada López         | Dylan Teuns               |
| 7a etapa  | 30 de ago  | Onda – Llucena                                | etapa de muntanya         | 183,2          | Alejandro Valverde Belmonte | Miguel Ángel López Moreno |
| 8a etapa  | 31 de ago  | Valls – Igualada                              | etapa de mitja muntanya   | 166,9          | Nikias Arndt                | Nicolas Edet              |
| 9a etapa  | 1 de set   | Andorra la Vella – Els Cortals d'Encamp       | etapa de muntanya         | 94,4           | Tadej Pogačar               | Nairo Quintana Rojas      |
|           | 2 de set.  | Dia de descans                                | Dia de descans            |                |                             |                           |
| 10a etapa | 3 de set   | Juranson – Pau                                | contrarellotge individual | 36,2           | Primož Roglič               | Primož Roglič             |
| 11a etapa | 4 de set   | Donapaleu – Urdazubi                          | etapa de mitja muntanya   | 180            | Mikel Iturria Segurola      | Primož Roglič             |
| 12a etapa | 5 de set   | Los Arcos – Bilbao                            | etapa de mitja muntanya   | 171,4          | Philippe Gilbert            | Primož Roglič             |
| 13a etapa | 6 de set   | Bilbao – Los Machucos                         | etapa de muntanya         | 166,4          | Tadej Pogačar               | Primož Roglič             |
| 14a etapa | 7 de set   | San Vicente de la Barquera – Oviedo           | etapa plana               | 188            | Sam Bennett                 | Primož Roglič             |
| 15a etapa | 8 de set   | Tinéu – Santuario de Nuestra Señora del Acebo | etapa de muntanya         | 154,4          | Sepp Kuss                   | Primož Roglič             |
| 16a etapa | 9 de set   | Pravia – Puertu de la Cubieḷḷa                | etapa de muntanya         | 144,4          | Jakob Fuglsang              | Primož Roglič             |
|           | 10 de set. | Dia de descans                                | Dia de descans            |                |                             |                           |
| 17a etapa | 11 de set  | Aranda de Duero – Guadalajara                 | etapa plana               | 219,6          | Philippe Gilbert            | Primož Roglič             |
| 18a etapa | 12 de set  | Colmenar Viejo – Becerril de la Sierra        | etapa de muntanya         | 177,5          | Sergio Higuita García       | Primož Roglič             |
| 19a etapa | 13 de set  | Àvila – Toledo                                | etapa plana               | 165,2          | Rémi Cavagna                | Primož Roglič             |
| 20a etapa | 14 de set  | Arenas de San Pedro – Plataforma de Gredos    | etapa de muntanya         | 190,4          | Tadej Pogačar               | Primož Roglič             |
| 21a etapa | 15 de set  | Fuenlabrada – Madrid                          | etapa plana               | 106,6          | Fabio Jakobsen              | Primož Roglič             |

## Classificació final
| \| Classificació general \| Classificació general \| Classificació general \| Classificació general \| Classificació general \| \| Corredor \| Corredor \| Equip \| Temps \| \| \| --------------------- \| --------------------------- \| -------------------------- \| --------------------- \| --------------------- \| \| 1r \| Primož Roglič \| Team Jumbo-Visma \| 83h 07' 31" \| \| \| 2n \| Alejandro Valverde Belmonte \| Movistar Team \| + 2' 16" \| \| \| 3r \| Tadej Pogačar \| UAE Team Emirates \| + 2' 38" \| \| \| 4t \| Nairo Quintana Rojas \| Movistar Team \| + 3' 29" \| \| \| 5è \| Miguel Ángel López Moreno \| Astana \| + 4' 31" \| \| \| 6è \| Rafał Majka \| Bora-Hansgrohe \| + 7' 16" \| \| \| 7è \| Wilco Kelderman \| Team Sunweb \| + 9' 47" \| \| \| 8è \| Carl Fredrik Hagen \| Lotto-Soudal \| + 12' 54" \| \| \| 9è \| Marc Soler i Giménez \| Movistar Team \| + 22' 10" \| \| \| 10è \| Mikel Nieve Iturralde \| Mitchelton-Scott \| + 22' 17" \| \| \| 11è \| James Knox \| Deceuninck-Quick Step \| + 22' 52" \| \| \| 12è \| Dylan Teuns \| Bahrain-Merida \| + 23' 49" \| \| \| 13è \| Jakob Fuglsang \| Astana \| + 26' 32" \| \| \| 14è \| Sergio Higuita García \| EF Education First \| + 32' 17" \| \| \| 15è \| Hermann Pernsteiner \| Bahrain-Merida \| + 33' 23" \| \| \| 16è \| Ion Izagirre Insausti \| Astana \| + 42' 00" \| \| \| 17è \| Ruben Guerreiro \| Katusha-Alpecin \| + 42' 05" \| \| \| 18è \| Nicolas Edet \| Cofidis, Solutions Crédits \| + 46' 07" \| \| \| 19è \| Esteban Chaves Rubio \| Mitchelton-Scott \| + 52' 46" \| \| \| 20è \| Tao Geoghegan Hart \| Team Ineos \| + 1h 04' 04" \| \| |                             |                            |              |
| |                             |                            |              |
| Font: ProCyclingStats |                             |                            |              |
| Classificació general |                             |                            |              |
| Corredor | Corredor                    | Equip                      | Temps        |
| 1r | Primož Roglič               | Team Jumbo-Visma           | 83h 07' 31"  |
| 2n | Alejandro Valverde Belmonte | Movistar Team              | + 2' 16"     |
| 3r | Tadej Pogačar               | UAE Team Emirates          | + 2' 38"     |
| 4t | Nairo Quintana Rojas        | Movistar Team              | + 3' 29"     |
| 5è | Miguel Ángel López Moreno   | Astana                     | + 4' 31"     |
| 6è | Rafał Majka                 | Bora-Hansgrohe             | + 7' 16"     |
| 7è | Wilco Kelderman             | Team Sunweb                | + 9' 47"     |
| 8è | Carl Fredrik Hagen          | Lotto-Soudal               | + 12' 54"    |
| 9è | Marc Soler i Giménez        | Movistar Team              | + 22' 10"    |
| 10è | Mikel Nieve Iturralde       | Mitchelton-Scott           | + 22' 17"    |
| 11è | James Knox                  | Deceuninck-Quick Step      | + 22' 52"    |
| 12è | Dylan Teuns                 | Bahrain-Merida             | + 23' 49"    |
| 13è | Jakob Fuglsang              | Astana                     | + 26' 32"    |
| 14è | Sergio Higuita García       | EF Education First         | + 32' 17"    |
| 15è | Hermann Pernsteiner         | Bahrain-Merida             | + 33' 23"    |
| 16è | Ion Izagirre Insausti       | Astana                     | + 42' 00"    |
| 17è | Ruben Guerreiro             | Katusha-Alpecin            | + 42' 05"    |
| 18è | Nicolas Edet                | Cofidis, Solutions Crédits | + 46' 07"    |
| 19è | Esteban Chaves Rubio        | Mitchelton-Scott           | + 52' 46"    |
| 20è | Tao Geoghegan Hart          | Team Ineos                 | + 1h 04' 04" |

## Classificacions secundàries
| Classificació per punts | Classificació per punts     | Classificació per punts | Classificació per punts | Classificació per punts |
| Corredor                | Corredor                    | Equip                   | Punts                   |                         |
| ----------------------- | --------------------------- | ----------------------- | ----------------------- | ----------------------- |
| 1r                      | Primož Roglič               | Team Jumbo-Visma        | 155 pts                 |                         |
| 2n                      | Tadej Pogačar               | UAE Team Emirates       | 136 pts                 |                         |
| 3r                      | Sam Bennett                 | Bora-Hansgrohe          | 134 pts                 |                         |
| 4t                      | Alejandro Valverde Belmonte | Movistar Team           | 132 pts                 |                         |
| 5è                      | Nairo Quintana Rojas        | Movistar Team           | 100 pts                 |                         |
| 6è                      | Miguel Ángel López Moreno   | Astana                  | 76 pts                  |                         |
| 7è                      | Philippe Gilbert            | Deceuninck-Quick Step   | 73 pts                  |                         |
| 8è                      | Dylan Teuns                 | Bahrain-Merida          | 69 pts                  |                         |
| 9è                      | Tosh Van der Sande          | Lotto-Soudal            | 63 pts                  |                         |
| 10è                     | Sergio Higuita García       | EF Education First      | 62 pts                  |                         |

| Classificació per punts | Classificació per punts     | Classificació per punts | Classificació per punts | Classificació per punts |
| Corredor                | Corredor                    | Equip                   | Punts                   |                         |
| ----------------------- | --------------------------- | ----------------------- | ----------------------- | ----------------------- |
| 1r                      | Primož Roglič               | Team Jumbo-Visma        | 155 pts                 |                         |
| 2n                      | Tadej Pogačar               | UAE Team Emirates       | 136 pts                 |                         |
| 3r                      | Sam Bennett                 | Bora-Hansgrohe          | 134 pts                 |                         |
| 4t                      | Alejandro Valverde Belmonte | Movistar Team           | 132 pts                 |                         |
| 5è                      | Nairo Quintana Rojas        | Movistar Team           | 100 pts                 |                         |
| 6è                      | Miguel Ángel López Moreno   | Astana                  | 76 pts                  |                         |
| 7è                      | Philippe Gilbert            | Deceuninck-Quick Step   | 73 pts                  |                         |
| 8è                      | Dylan Teuns                 | Bahrain-Merida          | 69 pts                  |                         |
| 9è                      | Tosh Van der Sande          | Lotto-Soudal            | 63 pts                  |                         |
| 10è                     | Sergio Higuita García       | EF Education First      | 62 pts                  |                         |

| Classificació de la muntanya | Classificació de la muntanya | Classificació de la muntanya  | Classificació de la muntanya | Classificació de la muntanya |
| Corredor                     | Corredor                     | Equip                         | Punts                        |                              |
| ---------------------------- | ---------------------------- | ----------------------------- | ---------------------------- | ---------------------------- |
| 1r                           | Geoffrey Bouchard            | AG2R La Mondiale              | 76 pts                       |                              |
| 2n                           | Ángel Madrazo Ruiz           | Burgos-BH                     | 44 pts                       |                              |
| 3r                           | Sergio Samitier              | Euskadi Basque Country-Murias | 42 pts                       |                              |
| 4t                           | Tadej Pogačar                | UAE Team Emirates             | 38 pts                       |                              |
| 5è                           | Tao Geoghegan Hart           | Team Ineos                    | 35 pts                       |                              |
| 6è                           | Wout Poels                   | Team Ineos                    | 31 pts                       |                              |
| 7è                           | Alejandro Valverde Belmonte  | Movistar Team                 | 29 pts                       |                              |
| 8è                           | Sergio Henao Montoya         | UAE Team Emirates             | 27 pts                       |                              |
| 9è                           | Jakob Fuglsang               | Astana                        | 24 pts                       |                              |
| 10è                          | Mikel Bizkarra Etxegibel     | Euskadi Basque Country-Murias | 22 pts                       |                              |

| Classificació de la muntanya | Classificació de la muntanya | Classificació de la muntanya  | Classificació de la muntanya | Classificació de la muntanya |
| Corredor                     | Corredor                     | Equip                         | Punts                        |                              |
| ---------------------------- | ---------------------------- | ----------------------------- | ---------------------------- | ---------------------------- |
| 1r                           | Geoffrey Bouchard            | AG2R La Mondiale              | 76 pts                       |                              |
| 2n                           | Ángel Madrazo Ruiz           | Burgos-BH                     | 44 pts                       |                              |
| 3r                           | Sergio Samitier              | Euskadi Basque Country-Murias | 42 pts                       |                              |
| 4t                           | Tadej Pogačar                | UAE Team Emirates             | 38 pts                       |                              |
| 5è                           | Tao Geoghegan Hart           | Team Ineos                    | 35 pts                       |                              |
| 6è                           | Wout Poels                   | Team Ineos                    | 31 pts                       |                              |
| 7è                           | Alejandro Valverde Belmonte  | Movistar Team                 | 29 pts                       |                              |
| 8è                           | Sergio Henao Montoya         | UAE Team Emirates             | 27 pts                       |                              |
| 9è                           | Jakob Fuglsang               | Astana                        | 24 pts                       |                              |
| 10è                          | Mikel Bizkarra Etxegibel     | Euskadi Basque Country-Murias | 22 pts                       |                              |

| Classificació del millor jove | Classificació del millor jove | Classificació del millor jove | Classificació del millor jove | Classificació del millor jove |
| Corredor                      | Corredor                      | Equip                         | Temps                         |                               |
| ----------------------------- | ----------------------------- | ----------------------------- | ----------------------------- | ----------------------------- |
| 1r                            | Tadej Pogačar                 | UAE Team Emirates             | 83h 10' 09"                   |                               |
| 2n                            | Miguel Ángel López Moreno     | Astana                        | + 1' 53"                      |                               |
| 3r                            | James Knox                    | Deceuninck-Quick Step         | + 20' 14"                     |                               |
| 4t                            | Sergio Higuita García         | EF Education First            | + 29' 39"                     |                               |
| 5è                            | Ruben Guerreiro               | Katusha-Alpecin               | + 39' 27"                     |                               |
| 6è                            | Tao Geoghegan Hart            | Team Ineos                    | + 1h 01' 26"                  |                               |
| 7è                            | Kilian Frankiny               | Groupama-FDJ                  | + 1h 09' 04"                  |                               |
| 8è                            | Óscar Rodríguez Garaicoechea  | Euskadi Basque Country-Murias | + 1h 10' 36"                  |                               |
| 9è                            | Ben O'Connor                  | Dimension Data                | + 1h 23' 15"                  |                               |
| 10è                           | Sepp Kuss                     | Team Jumbo-Visma              | + 1h 32' 55"                  |                               |

| Classificació del millor jove | Classificació del millor jove | Classificació del millor jove | Classificació del millor jove | Classificació del millor jove |
| Corredor                      | Corredor                      | Equip                         | Temps                         |                               |
| ----------------------------- | ----------------------------- | ----------------------------- | ----------------------------- | ----------------------------- |
| 1r                            | Tadej Pogačar                 | UAE Team Emirates             | 83h 10' 09"                   |                               |
| 2n                            | Miguel Ángel López Moreno     | Astana                        | + 1' 53"                      |                               |
| 3r                            | James Knox                    | Deceuninck-Quick Step         | + 20' 14"                     |                               |
| 4t                            | Sergio Higuita García         | EF Education First            | + 29' 39"                     |                               |
| 5è                            | Ruben Guerreiro               | Katusha-Alpecin               | + 39' 27"                     |                               |
| 6è                            | Tao Geoghegan Hart            | Team Ineos                    | + 1h 01' 26"                  |                               |
| 7è                            | Kilian Frankiny               | Groupama-FDJ                  | + 1h 09' 04"                  |                               |
| 8è                            | Óscar Rodríguez Garaicoechea  | Euskadi Basque Country-Murias | + 1h 10' 36"                  |                               |
| 9è                            | Ben O'Connor                  | Dimension Data                | + 1h 23' 15"                  |                               |
| 10è                           | Sepp Kuss                     | Team Jumbo-Visma              | + 1h 32' 55"                  |                               |

| Classificació per equips | Classificació per equips      | Classificació per equips | Classificació per equips |
| Equip                    | Equip                         | Temps                    |                          |
| ------------------------ | ----------------------------- | ------------------------ | ------------------------ |
| 1r                       | Movistar Team                 | 248h 26' 24"             |                          |
| 2n                       | Astana                        | + 51' 38"                |                          |
| 3r                       | Team Jumbo-Visma              | + 2h 04' 33"             |                          |
| 4t                       | Mitchelton-Scott              | + 2h 26' 47"             |                          |
| 5è                       | AG2R La Mondiale              | + 3h 14' 43"             |                          |
| 6è                       | Team Sunweb                   | + 3h 20' 18"             |                          |
| 7è                       | Euskadi Basque Country-Murias | + 3h 39' 09"             |                          |
| 8è                       | Bahrain-Merida                | + 3h 45' 14"             |                          |
| 9è                       | Dimension Data                | + 3h 56' 09"             |                          |
| 10è                      | Ineos                         | + 4h 01' 02"             |                          |

| Classificació per equips | Classificació per equips      | Classificació per equips | Classificació per equips |
| Equip                    | Equip                         | Temps                    |                          |
| ------------------------ | ----------------------------- | ------------------------ | ------------------------ |
| 1r                       | Movistar Team                 | 248h 26' 24"             |                          |
| 2n                       | Astana                        | + 51' 38"                |                          |
| 3r                       | Team Jumbo-Visma              | + 2h 04' 33"             |                          |
| 4t                       | Mitchelton-Scott              | + 2h 26' 47"             |                          |
| 5è                       | AG2R La Mondiale              | + 3h 14' 43"             |                          |
| 6è                       | Team Sunweb                   | + 3h 20' 18"             |                          |
| 7è                       | Euskadi Basque Country-Murias | + 3h 39' 09"             |                          |
| 8è                       | Bahrain-Merida                | + 3h 45' 14"             |                          |
| 9è                       | Dimension Data                | + 3h 56' 09"             |                          |
| 10è                      | Ineos                         | + 4h 01' 02"             |                          |

## Evolució de les classificacions
| Etapa                  | Vencedor               | Classificació general | Classificació per punts | Classificació de la muntanya | Millor jove        | Classificació per equips | Premi de la combativitat |
| ---------------------- | ---------------------- | --------------------- | ----------------------- | ---------------------------- | ------------------ | ------------------------ | ------------------------ |
| 1                      | Astana                 | Miguel Ángel López    | No entregat             | No entregat                  | Miguel Ángel López | Astana                   | No entregat              |
| 2                      | Nairo Quintana         | Nicolas Roche         | Nairo Quintana          | Ángel Madrazo                | Miguel Ángel López | Sunweb                   | Ángel Madrazo            |
| 3                      | Sam Bennett            | Nicolas Roche         | Nairo Quintana          | Ángel Madrazo                | Miguel Ángel López | Sunweb                   | Ángel Madrazo            |
| 4                      | Fabio Jakobsen         | Nicolas Roche         | Sam Bennett             | Ángel Madrazo                | Miguel Ángel López | Sunweb                   | Jorge Cubero             |
| 5                      | Ángel Madrazo          | Miguel Ángel López    | Sam Bennett             | Ángel Madrazo                | Miguel Ángel López | Movistar                 | José Herrada             |
| 6                      | Jesús Herrada          | Dylan Teuns           | Sam Bennett             | Ángel Madrazo                | Miguel Ángel López | Movistar                 | Jesús Herrada            |
| 7                      | Alejandro Valverde     | Miguel Ángel López    | Nairo Quintana          | Ángel Madrazo                | Miguel Ángel López | Movistar                 | Sergio Henao             |
| 8                      | Nikias Arndt           | Nicolas Edet          | Nairo Quintana          | Ángel Madrazo                | Miguel Ángel López | Movistar                 | David de la Cruz         |
| 9                      | Tadej Pogačar          | Nairo Quintana        | Nairo Quintana          | Ángel Madrazo                | Miguel Ángel López | Movistar                 | Geoffrey Bouchard        |
| 10                     | Primož Roglič          | Primož Roglič         | Primož Roglič           | Ángel Madrazo                | Miguel Ángel López | Movistar                 | Primož Roglič            |
| 11                     | Mikel Iturria          | Primož Roglič         | Primož Roglič           | Ángel Madrazo                | Miguel Ángel López | Movistar                 | Alexander Aranburu       |
| 12                     | Philippe Gilbert       | Primož Roglič         | Primož Roglič           | Ángel Madrazo                | Miguel Ángel López | Movistar                 | Philippe Gilbert         |
| 13                     | Tadej Pogačar          | Primož Roglič         | Primož Roglič           | Ángel Madrazo                | Tadej Pogačar      | Movistar                 | Héctor Sáez              |
| 14                     | Sam Bennett            | Primož Roglič         | Primož Roglič           | Ángel Madrazo                | Tadej Pogačar      | Movistar                 | Diego Rubio Hernández    |
| 15                     | Sepp Kuss              | Primož Roglič         | Primož Roglič           | Ángel Madrazo                | Tadej Pogačar      | Movistar                 | Sergio Samitier          |
| 16                     | Jakob Fuglsang         | Primož Roglič         | Primož Roglič           | Geoffrey Bouchard            | Tadej Pogačar      | Movistar                 | Ángel Madrazo            |
| 17                     | Philippe Gilbert       | Primož Roglič         | Primož Roglič           | Geoffrey Bouchard            | Tadej Pogačar      | Movistar                 | Nairo Quintana           |
| 18                     | Sergio Higuita         | Primož Roglič         | Primož Roglič           | Geoffrey Bouchard            | Miguel Ángel López | Movistar                 | Sergio Higuita           |
| 19                     | Rémi Cavagna           | Primož Roglič         | Primož Roglič           | Geoffrey Bouchard            | Miguel Ángel López | Movistar                 | Rémi Cavagna             |
| 20                     | Tadej Pogačar          | Primož Roglič         | Primož Roglič           | Geoffrey Bouchard            | Tadej Pogačar      | Movistar                 | Tao Geoghegan Hart       |
| 21                     | Fabio Jakobsen         | Primož Roglič         | Primož Roglič           | Geoffrey Bouchard            | Tadej Pogačar      | Movistar                 | No entregat              |
| Classificacions finals | Classificacions finals | Primož Roglič         | Primož Roglič           | Geoffrey Bouchard            | Tadej Pogačar      | Movistar                 | Miguel Ángel López       |

## Llista de participants
- Llista de participants completa

Aquesta és la llista dels 176 ciclistes, repartits entre 22 equips, que van prendre part en la Volta a Espanya 2019.
| Movistar Team MOV | Movistar Team MOV                 | Movistar Team MOV |
| ----------------- | --------------------------------- | ----------------- |
| Núm               | Ciclista                          | Pos               |
| 1                 | Alejandro Valverde Belmonte (ESP) | 2n                |
| 2                 | Jorge Arcas (ESP)                 | 93è               |
| 3                 | José Joaquín Rojas Gil (ESP)      | 30è               |
| 4                 | Imanol Erviti Ollo (ESP)          | 64è               |
| 5                 | Nélson Oliveira (POR)             | 46è               |
| 6                 | Antonio Pedrero López (ESP)       | 43è               |
| 7                 | Nairo Quintana Rojas (COL)        | 4t                |
| 8                 | Marc Soler i Giménez (ESP)        | 9è                |

| AG2R La Mondiale ALM | AG2R La Mondiale ALM    | AG2R La Mondiale ALM |
| -------------------- | ----------------------- | -------------------- |
| Núm                  | Ciclista                | Pos                  |
| 11                   | Pierre Latour (FRA)     | 35è                  |
| 12                   | François Bidard (FRA)   | 24è                  |
| 13                   | Geoffrey Bouchard (FRA) | 47è                  |
| 14                   | Clément Chevrier (FRA)  | 59è                  |
| 15                   | Silvan Dillier (SUI)    | 72è                  |
| 16                   | Dorian Godon (FRA)      | 77è                  |
| 17                   | Quentin Jauregui (FRA)  | 81è                  |
| 18                   | Clément Venturini (FRA) | 90è                  |

| Astana AST | Astana AST                      | Astana AST |
| ---------- | ------------------------------- | ---------- |
| Núm        | Ciclista                        | Pos        |
| 21         | Miguel Ángel López Moreno (COL) | 5è         |
| 22         | Manuele Boaro (ITA)             | 128è       |
| 23         | Dario Cataldo (ITA)             | 68è        |
| 24         | Omar Fraile Matarranz (ESP)     | 79è        |
| 25         | Jakob Fuglsang (DEN)            | 13è        |
| 26         | Gorka Izagirre Insausti (ESP)   | 53è        |
| 27         | Ion Izagirre Insausti (ESP)     | 16è        |
| 28         | Luis León Sánchez Gil (ESP)     | 23è        |

| Bahrain-Merida TBM | Bahrain-Merida TBM        | Bahrain-Merida TBM |
| ------------------ | ------------------------- | ------------------ |
| Núm                | Ciclista                  | Pos                |
| 31                 | Mark Padun (UKR)          | 84è                |
| 32                 | Yukiya Arashiro (JPN)     | 110è               |
| 33                 | Phil Bauhaus (GER)        | DNF-9              |
| 34                 | Heinrich Haussler (AUS)   | 132è               |
| 35                 | Domen Novak (SLO)         | 123è               |
| 36                 | Hermann Pernsteiner (AUT) | 15è                |
| 37                 | Luka Pibernik (SLO)       | 109è               |
| 38                 | Dylan Teuns (BEL)         | 12è                |

| Bora-Hansgrohe BOH | Bora-Hansgrohe BOH        | Bora-Hansgrohe BOH |
| ------------------ | ------------------------- | ------------------ |
| Núm                | Ciclista                  | Pos                |
| 41                 | Rafał Majka (POL)         | 6è                 |
| 42                 | Shane Archbold (NZL)      | 151è               |
| 43                 | Sam Bennett (IRL)         | 134è               |
| 44                 | Jean-Pierre Drucker (LUX) | NP-20              |
| 45                 | Davide Formolo (ITA)      | NP-7               |
| 46                 | Felix Großschartner (AUT) | 36è                |
| 47                 | Gregor Mühlberger (AUT)   | DNF-5              |
| 48                 | Paweł Poljański (POL)     | 57è                |

| CCC Team CCC | CCC Team CCC                         | CCC Team CCC |
| ------------ | ------------------------------------ | ------------ |
| Núm          | Ciclista                             | Pos          |
| 51           | Víctor de la Parte González (ESP)    | DNF-6        |
| 52           | William Barta (USA)                  | 131è         |
| 53           | Paweł Bernas (POL)                   | 149è         |
| 54           | Patrick Bevin (NZL)                  | NP-15        |
| 55           | Jonas Koch (GER)                     | 60è          |
| 56           | Szymon Sajnok (POL)                  | 142è         |
| 57           | Nathan Van Hooydonck (BEL)           | 114è         |
| 58           | Francisco José Ventoso Alberdi (ESP) | 97è          |

| Deceuninck-Quick Step DQT | Deceuninck-Quick Step DQT             | Deceuninck-Quick Step DQT |
| ------------------------- | ------------------------------------- | ------------------------- |
| Núm                       | Ciclista                              | Pos                       |
| 61                        | Philippe Gilbert (BEL)                | 32è                       |
| 62                        | Eros Capecchi (ITA)                   | 121è                      |
| 63                        | Rémi Cavagna (FRA)                    | 52è                       |
| 64                        | Tim Declercq (BEL)                    | 78è                       |
| 65                        | Fabio Jakobsen (NED)                  | 145è                      |
| 66                        | James Knox (GBR)                      | 11è                       |
| 67                        | Maximiliano Richeze Araquistain (ARG) | 148è                      |
| 68                        | Zdeněk Štybar (CZE)                   | 55è                       |

| EF Education First EF1 | EF Education First EF1       | EF Education First EF1 |
| ---------------------- | ---------------------------- | ---------------------- |
| Núm                    | Ciclista                     | Pos                    |
| 71                     | Rigoberto Urán (COL)         | DNF-6                  |
| 72                     | Hugh Carthy (GBR)            | DNF-6                  |
| 73                     | Lawson Craddock (USA)        | 58è                    |
| 74                     | Mitchell Docker (AUS)        | 122è                   |
| 75                     | Sergio Higuita García (COL)  | 14è                    |
| 76                     | Daniel Martínez Poveda (COL) | 41è                    |
| 77                     | Logan Owen (USA)             | 126è                   |
| 78                     | Tejay van Garderen (USA)     | DNF-7                  |

| Groupama-FDJ GFC | Groupama-FDJ GFC        | Groupama-FDJ GFC |
| ---------------- | ----------------------- | ---------------- |
| Núm              | Ciclista                | Pos              |
| 81               | Marc Sarreau (FRA)      | 139è             |
| 82               | Bruno Armirail (FRA)    | 91è              |
| 83               | Mickaël Delage (FRA)    | DNF-3            |
| 84               | Kilian Frankiny (SUI)   | 21è              |
| 85               | Tobias Ludvigsson (SWE) | 44è              |
| 86               | Steve Morabito (SUI)    | 67è              |
| 87               | Romain Seigle (FRA)     | 80è              |
| 88               | Benjamin Thomas (FRA)   | NP-12            |

| Lotto-Soudal LTS | Lotto-Soudal LTS         | Lotto-Soudal LTS |
| ---------------- | ------------------------ | ---------------- |
| Núm              | Ciclista                 | Pos              |
| 91               | Thomas De Gendt (BEL)    | 56è              |
| 92               | Sander Armée (BEL)       | 73è              |
| 93               | Carl Fredrik Hagen (NOR) | 8è               |
| 94               | Tomasz Marczyński (POL)  | 74è              |
| 95               | Tosh Van der Sande (BEL) | 65è              |
| 96               | Brian van Goethem (NED)  | DNF-15           |
| 97               | Harm Vanhoucke (BEL)     | 115è             |
| 98               | Jelle Wallays (BEL)      | 144è             |

| Mitchelton-Scott MTS | Mitchelton-Scott MTS        | Mitchelton-Scott MTS |
| -------------------- | --------------------------- | -------------------- |
| Núm                  | Ciclista                    | Pos                  |
| 101                  | Esteban Chaves Rubio (COL)  | 19è                  |
| 102                  | Sam Bewley (NZL)            | 100è                 |
| 103                  | Tsgabu Grmay (ETH)          | 62è                  |
| 104                  | Damien Howson (AUS)         | 49è                  |
| 105                  | Luka Mezgec (SLO)           | DNF-14               |
| 106                  | Mikel Nieve Iturralde (ESP) | 10è                  |
| 107                  | Nick Schultz (AUS)          | 63è                  |
| 108                  | Dion Smith (NZL)            | 83è                  |

| Dimension Data TDD | Dimension Data TDD           | Dimension Data TDD |
| ------------------ | ---------------------------- | ------------------ |
| Núm                | Ciclista                     | Pos                |
| 111                | Louis Meintjes (RSA)         | 51è                |
| 112                | Nicholas Dlamini (RSA)       | 107è               |
| 113                | Amanuel Gebrezgabihier (ERI) | DNF-18             |
| 114                | Edvald Boasson Hagen (NOR)   | 96è                |
| 115                | Benjamin King (USA)          | 38è                |
| 116                | Ben O'Connor (AUS)           | 25è                |
| 117                | Rasmus Tiller (NOR)          | 130è               |
| 118                | Jacobus Venter (RSA)         | 129è               |

| Team Ineos INS | Team Ineos INS                   | Team Ineos INS |
| -------------- | -------------------------------- | -------------- |
| Núm            | Ciclista                         | Pos            |
| 121            | Wout Poels (NED)                 | 34è            |
| 122            | David de la Cruz Melgarejo (ESP) | 66è            |
| 123            | Owain Doull (GBR)                | 70è            |
| 124            | Tao Geoghegan Hart (GBR)         | 20è            |
| 125            | Sebastián Henao Gómez (COL)      | 39è            |
| 126            | Vassil Kirienka (BLR)            | DNF-18         |
| 127            | Salvatore Puccio (ITA)           | 89è            |
| 128            | Ian Stannard (GBR)               | 106è           |

| Team Jumbo-Visma TJV | Team Jumbo-Visma TJV    | Team Jumbo-Visma TJV |
| -------------------- | ----------------------- | -------------------- |
| Núm                  | Ciclista                | Pos                  |
| 131                  | Primož Roglič (SLO)     | 1r                   |
| 132                  | George Bennett (NZL)    | 33è                  |
| 133                  | Robert Gesink (NED)     | 27è                  |
| 134                  | Lennard Hofstede (NED)  | 152è                 |
| 135                  | Steven Kruijswijk (NED) | DNF-4                |
| 136                  | Sepp Kuss (USA)         | 29è                  |
| 137                  | Tony Martin (GER)       | DNF-19               |
| 138                  | Neilson Powless (USA)   | 31è                  |

| Katusha-Alpecin TKA | Katusha-Alpecin TKA         | Katusha-Alpecin TKA |
| ------------------- | --------------------------- | ------------------- |
| Núm                 | Ciclista                    | Pos                 |
| 141                 | Daniel Navarro García (ESP) | 40è                 |
| 142                 | Enrico Battaglin (ITA)      | 113è                |
| 143                 | Steff Cras (BEL)            | 76è                 |
| 144                 | Matteo Fabbro (ITA)         | 54è                 |
| 145                 | Ruben Guerreiro (POR)       | 17è                 |
| 146                 | Pàvel Koixetkov (RUS)       | 98è                 |
| 147                 | Viatxeslav Kuznetsov (RUS)  | 138è                |
| 148                 | Willie Smit (RSA)           | 118è                |

| Team Sunweb SUN | Team Sunweb SUN       | Team Sunweb SUN |
| --------------- | --------------------- | --------------- |
| Núm             | Ciclista              | Pos             |
| 151             | Wilco Kelderman (NED) | 7è              |
| 152             | Nikias Arndt (GER)    | 69è             |
| 153             | Casper Pedersen (DEN) | 103è            |
| 154             | Robert Power (AUS)    | 92è             |
| 155             | Nicolas Roche (IRL)   | DNF-6           |
| 156             | Michael Storer (AUS)  | 99è             |
| 157             | Martijn Tusveld (NED) | 26è             |
| 158             | Max Walscheid (GER)   | 137è            |

| Trek-Segafredo TFS | Trek-Segafredo TFS       | Trek-Segafredo TFS |
| ------------------ | ------------------------ | ------------------ |
| Núm                | Ciclista                 | Pos                |
| 161                | Gianluca Brambilla (ITA) | 42è                |
| 162                | John Degenkolb (GER)     | 124è               |
| 163                | Niklas Eg (DEN)          | 37è                |
| 164                | Alex Kirsch (LUX)        | 125è               |
| 165                | Jacopo Mosca (ITA)       | 85è                |
| 166                | Kiel Reijnen (USA)       | 141è               |
| 167                | Peter Stetina (USA)      | 28è                |
| 168                | Edward Theuns (BEL)      | 133è               |

| UAE Team Emirates UAD | UAE Team Emirates UAD            | UAE Team Emirates UAD |
| --------------------- | -------------------------------- | --------------------- |
| Núm                   | Ciclista                         | Pos                   |
| 171                   | Fabio Aru (ITA)                  | NP-13                 |
| 172                   | Valerio Conti (ITA)              | 71è                   |
| 173                   | Fernando Gaviria Rendón (COL)    | 147è                  |
| 174                   | Sergio Henao Montoya (COL)       | 45è                   |
| 175                   | Marco Marcato (ITA)              | DNF-19                |
| 176                   | Sebastián Molano Benavides (COL) | 143è                  |
| 177                   | Tadej Pogačar (SLO)              | 3r                    |
| 178                   | Oliviero Troia (ITA)             | 150è                  |

| Burgos-BH BBH | Burgos-BH BBH               | Burgos-BH BBH |
| ------------- | --------------------------- | ------------- |
| Núm           | Ciclista                    | Pos           |
| 181           | Ángel Madrazo Ruiz (ESP)    | 119è          |
| 182           | Jetse Bol (NED)             | 104è          |
| 183           | Óscar Cabedo (ESP)          | 116è          |
| 184           | Jorge Cubero (ESP)          | 136è          |
| 185           | Jesús Ezquerra (ESP)        | 120è          |
| 186           | Nuno Bico (POR)             | 153è          |
| 187           | Diego Rubio Hernández (ESP) | 146è          |
| 188           | Ricardo Vilela (POR)        | 105è          |

| Caja Rural-Seguros RGA CJR | Caja Rural-Seguros RGA CJR      | Caja Rural-Seguros RGA CJR |
| -------------------------- | ------------------------------- | -------------------------- |
| Núm                        | Ciclista                        | Pos                        |
| 191                        | Serguei Txernetski (RUS)        | 111è                       |
| 192                        | Jon Aberasturi Izaga (ESP)      | 140è                       |
| 193                        | Alexander Aranburu Deba (ESP)   | 94è                        |
| 194                        | Domingos Gonçalves (POR)        | NP-14                      |
| 195                        | Jonathan Lastra Martínez (ESP)  | 101è                       |
| 196                        | Sergio Pardilla Bellón (ESP)    | 88è                        |
| 197                        | Cristián Rodríguez Martín (ESP) | 50è                        |
| 198                        | Gonzalo Serrano Rodríguez (ESP) | 135è                       |

| Cofidis, Solutions Crédits COF | Cofidis, Solutions Crédits COF    | Cofidis, Solutions Crédits COF |
| ------------------------------ | --------------------------------- | ------------------------------ |
| Núm                            | Ciclista                          | Pos                            |
| 201                            | Jesús Herrada López (ESP)         | NP-17                          |
| 202                            | John Darwin Atapuma Hurtado (COL) | 61è                            |
| 203                            | Nicolas Edet (FRA)                | 18è                            |
| 204                            | Jesper Hansen (DEN)               | DNF-15                         |
| 205                            | José Herrada López (ESP)          | 75è                            |
| 206                            | Luis Ángel Maté Mardones (ESP)    | 102è                           |
| 207                            | Stéphane Rossetto (FRA)           | 127è                           |
| 208                            | Damien Touzé (FRA)                | 108è                           |

| Euskadi Basque Country-Murias EUS | Euskadi Basque Country-Murias EUS  | Euskadi Basque Country-Murias EUS |
| --------------------------------- | ---------------------------------- | --------------------------------- |
| Núm                               | Ciclista                           | Pos                               |
| 211                               | Óscar Rodríguez Garaicoechea (ESP) | 22è                               |
| 212                               | Aritz Bagües (ESP)                 | 117è                              |
| 213                               | Fernando Barceló Aragón (ESP)      | 95è                               |
| 214                               | Cyril Barthe (FRA)                 | 86è                               |
| 215                               | Mikel Bizkarra Etxegibel (ESP)     | 48è                               |
| 216                               | Mikel Iturria Segurola (ESP)       | 87è                               |
| 217                               | Sergio Samitier (ESP)              | 82è                               |
| 218                               | Héctor Sáez Benito (ESP)           | 112è                              |

| Movistar Team MOV | Movistar Team MOV                 | Movistar Team MOV |
| ----------------- | --------------------------------- | ----------------- |
| Núm               | Ciclista                          | Pos               |
| 1                 | Alejandro Valverde Belmonte (ESP) | 2n                |
| 2                 | Jorge Arcas (ESP)                 | 93è               |
| 3                 | José Joaquín Rojas Gil (ESP)      | 30è               |
| 4                 | Imanol Erviti Ollo (ESP)          | 64è               |
| 5                 | Nélson Oliveira (POR)             | 46è               |
| 6                 | Antonio Pedrero López (ESP)       | 43è               |
| 7                 | Nairo Quintana Rojas (COL)        | 4t                |
| 8                 | Marc Soler i Giménez (ESP)        | 9è                |

| AG2R La Mondiale ALM | AG2R La Mondiale ALM    | AG2R La Mondiale ALM |
| -------------------- | ----------------------- | -------------------- |
| Núm                  | Ciclista                | Pos                  |
| 11                   | Pierre Latour (FRA)     | 35è                  |
| 12                   | François Bidard (FRA)   | 24è                  |
| 13                   | Geoffrey Bouchard (FRA) | 47è                  |
| 14                   | Clément Chevrier (FRA)  | 59è                  |
| 15                   | Silvan Dillier (SUI)    | 72è                  |
| 16                   | Dorian Godon (FRA)      | 77è                  |
| 17                   | Quentin Jauregui (FRA)  | 81è                  |
| 18                   | Clément Venturini (FRA) | 90è                  |

| Astana AST | Astana AST                      | Astana AST |
| ---------- | ------------------------------- | ---------- |
| Núm        | Ciclista                        | Pos        |
| 21         | Miguel Ángel López Moreno (COL) | 5è         |
| 22         | Manuele Boaro (ITA)             | 128è       |
| 23         | Dario Cataldo (ITA)             | 68è        |
| 24         | Omar Fraile Matarranz (ESP)     | 79è        |
| 25         | Jakob Fuglsang (DEN)            | 13è        |
| 26         | Gorka Izagirre Insausti (ESP)   | 53è        |
| 27         | Ion Izagirre Insausti (ESP)     | 16è        |
| 28         | Luis León Sánchez Gil (ESP)     | 23è        |

| Bahrain-Merida TBM | Bahrain-Merida TBM        | Bahrain-Merida TBM |
| ------------------ | ------------------------- | ------------------ |
| Núm                | Ciclista                  | Pos                |
| 31                 | Mark Padun (UKR)          | 84è                |
| 32                 | Yukiya Arashiro (JPN)     | 110è               |
| 33                 | Phil Bauhaus (GER)        | DNF-9              |
| 34                 | Heinrich Haussler (AUS)   | 132è               |
| 35                 | Domen Novak (SLO)         | 123è               |
| 36                 | Hermann Pernsteiner (AUT) | 15è                |
| 37                 | Luka Pibernik (SLO)       | 109è               |
| 38                 | Dylan Teuns (BEL)         | 12è                |

| Bora-Hansgrohe BOH | Bora-Hansgrohe BOH        | Bora-Hansgrohe BOH |
| ------------------ | ------------------------- | ------------------ |
| Núm                | Ciclista                  | Pos                |
| 41                 | Rafał Majka (POL)         | 6è                 |
| 42                 | Shane Archbold (NZL)      | 151è               |
| 43                 | Sam Bennett (IRL)         | 134è               |
| 44                 | Jean-Pierre Drucker (LUX) | NP-20              |
| 45                 | Davide Formolo (ITA)      | NP-7               |
| 46                 | Felix Großschartner (AUT) | 36è                |
| 47                 | Gregor Mühlberger (AUT)   | DNF-5              |
| 48                 | Paweł Poljański (POL)     | 57è                |

| CCC Team CCC | CCC Team CCC                         | CCC Team CCC |
| ------------ | ------------------------------------ | ------------ |
| Núm          | Ciclista                             | Pos          |
| 51           | Víctor de la Parte González (ESP)    | DNF-6        |
| 52           | William Barta (USA)                  | 131è         |
| 53           | Paweł Bernas (POL)                   | 149è         |
| 54           | Patrick Bevin (NZL)                  | NP-15        |
| 55           | Jonas Koch (GER)                     | 60è          |
| 56           | Szymon Sajnok (POL)                  | 142è         |
| 57           | Nathan Van Hooydonck (BEL)           | 114è         |
| 58           | Francisco José Ventoso Alberdi (ESP) | 97è          |

| Deceuninck-Quick Step DQT | Deceuninck-Quick Step DQT             | Deceuninck-Quick Step DQT |
| ------------------------- | ------------------------------------- | ------------------------- |
| Núm                       | Ciclista                              | Pos                       |
| 61                        | Philippe Gilbert (BEL)                | 32è                       |
| 62                        | Eros Capecchi (ITA)                   | 121è                      |
| 63                        | Rémi Cavagna (FRA)                    | 52è                       |
| 64                        | Tim Declercq (BEL)                    | 78è                       |
| 65                        | Fabio Jakobsen (NED)                  | 145è                      |
| 66                        | James Knox (GBR)                      | 11è                       |
| 67                        | Maximiliano Richeze Araquistain (ARG) | 148è                      |
| 68                        | Zdeněk Štybar (CZE)                   | 55è                       |

| EF Education First EF1 | EF Education First EF1       | EF Education First EF1 |
| ---------------------- | ---------------------------- | ---------------------- |
| Núm                    | Ciclista                     | Pos                    |
| 71                     | Rigoberto Urán (COL)         | DNF-6                  |
| 72                     | Hugh Carthy (GBR)            | DNF-6                  |
| 73                     | Lawson Craddock (USA)        | 58è                    |
| 74                     | Mitchell Docker (AUS)        | 122è                   |
| 75                     | Sergio Higuita García (COL)  | 14è                    |
| 76                     | Daniel Martínez Poveda (COL) | 41è                    |
| 77                     | Logan Owen (USA)             | 126è                   |
| 78                     | Tejay van Garderen (USA)     | DNF-7                  |

| Groupama-FDJ GFC | Groupama-FDJ GFC        | Groupama-FDJ GFC |
| ---------------- | ----------------------- | ---------------- |
| Núm              | Ciclista                | Pos              |
| 81               | Marc Sarreau (FRA)      | 139è             |
| 82               | Bruno Armirail (FRA)    | 91è              |
| 83               | Mickaël Delage (FRA)    | DNF-3            |
| 84               | Kilian Frankiny (SUI)   | 21è              |
| 85               | Tobias Ludvigsson (SWE) | 44è              |
| 86               | Steve Morabito (SUI)    | 67è              |
| 87               | Romain Seigle (FRA)     | 80è              |
| 88               | Benjamin Thomas (FRA)   | NP-12            |

| Lotto-Soudal LTS | Lotto-Soudal LTS         | Lotto-Soudal LTS |
| ---------------- | ------------------------ | ---------------- |
| Núm              | Ciclista                 | Pos              |
| 91               | Thomas De Gendt (BEL)    | 56è              |
| 92               | Sander Armée (BEL)       | 73è              |
| 93               | Carl Fredrik Hagen (NOR) | 8è               |
| 94               | Tomasz Marczyński (POL)  | 74è              |
| 95               | Tosh Van der Sande (BEL) | 65è              |
| 96               | Brian van Goethem (NED)  | DNF-15           |
| 97               | Harm Vanhoucke (BEL)     | 115è             |
| 98               | Jelle Wallays (BEL)      | 144è             |

| Mitchelton-Scott MTS | Mitchelton-Scott MTS        | Mitchelton-Scott MTS |
| -------------------- | --------------------------- | -------------------- |
| Núm                  | Ciclista                    | Pos                  |
| 101                  | Esteban Chaves Rubio (COL)  | 19è                  |
| 102                  | Sam Bewley (NZL)            | 100è                 |
| 103                  | Tsgabu Grmay (ETH)          | 62è                  |
| 104                  | Damien Howson (AUS)         | 49è                  |
| 105                  | Luka Mezgec (SLO)           | DNF-14               |
| 106                  | Mikel Nieve Iturralde (ESP) | 10è                  |
| 107                  | Nick Schultz (AUS)          | 63è                  |
| 108                  | Dion Smith (NZL)            | 83è                  |

| Dimension Data TDD | Dimension Data TDD           | Dimension Data TDD |
| ------------------ | ---------------------------- | ------------------ |
| Núm                | Ciclista                     | Pos                |
| 111                | Louis Meintjes (RSA)         | 51è                |
| 112                | Nicholas Dlamini (RSA)       | 107è               |
| 113                | Amanuel Gebrezgabihier (ERI) | DNF-18             |
| 114                | Edvald Boasson Hagen (NOR)   | 96è                |
| 115                | Benjamin King (USA)          | 38è                |
| 116                | Ben O'Connor (AUS)           | 25è                |
| 117                | Rasmus Tiller (NOR)          | 130è               |
| 118                | Jacobus Venter (RSA)         | 129è               |

| Team Ineos INS | Team Ineos INS                   | Team Ineos INS |
| -------------- | -------------------------------- | -------------- |
| Núm            | Ciclista                         | Pos            |
| 121            | Wout Poels (NED)                 | 34è            |
| 122            | David de la Cruz Melgarejo (ESP) | 66è            |
| 123            | Owain Doull (GBR)                | 70è            |
| 124            | Tao Geoghegan Hart (GBR)         | 20è            |
| 125            | Sebastián Henao Gómez (COL)      | 39è            |
| 126            | Vassil Kirienka (BLR)            | DNF-18         |
| 127            | Salvatore Puccio (ITA)           | 89è            |
| 128            | Ian Stannard (GBR)               | 106è           |

| Team Jumbo-Visma TJV | Team Jumbo-Visma TJV    | Team Jumbo-Visma TJV |
| -------------------- | ----------------------- | -------------------- |
| Núm                  | Ciclista                | Pos                  |
| 131                  | Primož Roglič (SLO)     | 1r                   |
| 132                  | George Bennett (NZL)    | 33è                  |
| 133                  | Robert Gesink (NED)     | 27è                  |
| 134                  | Lennard Hofstede (NED)  | 152è                 |
| 135                  | Steven Kruijswijk (NED) | DNF-4                |
| 136                  | Sepp Kuss (USA)         | 29è                  |
| 137                  | Tony Martin (GER)       | DNF-19               |
| 138                  | Neilson Powless (USA)   | 31è                  |

| Katusha-Alpecin TKA | Katusha-Alpecin TKA         | Katusha-Alpecin TKA |
| ------------------- | --------------------------- | ------------------- |
| Núm                 | Ciclista                    | Pos                 |
| 141                 | Daniel Navarro García (ESP) | 40è                 |
| 142                 | Enrico Battaglin (ITA)      | 113è                |
| 143                 | Steff Cras (BEL)            | 76è                 |
| 144                 | Matteo Fabbro (ITA)         | 54è                 |
| 145                 | Ruben Guerreiro (POR)       | 17è                 |
| 146                 | Pàvel Koixetkov (RUS)       | 98è                 |
| 147                 | Viatxeslav Kuznetsov (RUS)  | 138è                |
| 148                 | Willie Smit (RSA)           | 118è                |

| Team Sunweb SUN | Team Sunweb SUN       | Team Sunweb SUN |
| --------------- | --------------------- | --------------- |
| Núm             | Ciclista              | Pos             |
| 151             | Wilco Kelderman (NED) | 7è              |
| 152             | Nikias Arndt (GER)    | 69è             |
| 153             | Casper Pedersen (DEN) | 103è            |
| 154             | Robert Power (AUS)    | 92è             |
| 155             | Nicolas Roche (IRL)   | DNF-6           |
| 156             | Michael Storer (AUS)  | 99è             |
| 157             | Martijn Tusveld (NED) | 26è             |
| 158             | Max Walscheid (GER)   | 137è            |

| Trek-Segafredo TFS | Trek-Segafredo TFS       | Trek-Segafredo TFS |
| ------------------ | ------------------------ | ------------------ |
| Núm                | Ciclista                 | Pos                |
| 161                | Gianluca Brambilla (ITA) | 42è                |
| 162                | John Degenkolb (GER)     | 124è               |
| 163                | Niklas Eg (DEN)          | 37è                |
| 164                | Alex Kirsch (LUX)        | 125è               |
| 165                | Jacopo Mosca (ITA)       | 85è                |
| 166                | Kiel Reijnen (USA)       | 141è               |
| 167                | Peter Stetina (USA)      | 28è                |
| 168                | Edward Theuns (BEL)      | 133è               |

| UAE Team Emirates UAD | UAE Team Emirates UAD            | UAE Team Emirates UAD |
| --------------------- | -------------------------------- | --------------------- |
| Núm                   | Ciclista                         | Pos                   |
| 171                   | Fabio Aru (ITA)                  | NP-13                 |
| 172                   | Valerio Conti (ITA)              | 71è                   |
| 173                   | Fernando Gaviria Rendón (COL)    | 147è                  |
| 174                   | Sergio Henao Montoya (COL)       | 45è                   |
| 175                   | Marco Marcato (ITA)              | DNF-19                |
| 176                   | Sebastián Molano Benavides (COL) | 143è                  |
| 177                   | Tadej Pogačar (SLO)              | 3r                    |
| 178                   | Oliviero Troia (ITA)             | 150è                  |

| Burgos-BH BBH | Burgos-BH BBH               | Burgos-BH BBH |
| ------------- | --------------------------- | ------------- |
| Núm           | Ciclista                    | Pos           |
| 181           | Ángel Madrazo Ruiz (ESP)    | 119è          |
| 182           | Jetse Bol (NED)             | 104è          |
| 183           | Óscar Cabedo (ESP)          | 116è          |
| 184           | Jorge Cubero (ESP)          | 136è          |
| 185           | Jesús Ezquerra (ESP)        | 120è          |
| 186           | Nuno Bico (POR)             | 153è          |
| 187           | Diego Rubio Hernández (ESP) | 146è          |
| 188           | Ricardo Vilela (POR)        | 105è          |

| Caja Rural-Seguros RGA CJR | Caja Rural-Seguros RGA CJR      | Caja Rural-Seguros RGA CJR |
| -------------------------- | ------------------------------- | -------------------------- |
| Núm                        | Ciclista                        | Pos                        |
| 191                        | Serguei Txernetski (RUS)        | 111è                       |
| 192                        | Jon Aberasturi Izaga (ESP)      | 140è                       |
| 193                        | Alexander Aranburu Deba (ESP)   | 94è                        |
| 194                        | Domingos Gonçalves (POR)        | NP-14                      |
| 195                        | Jonathan Lastra Martínez (ESP)  | 101è                       |
| 196                        | Sergio Pardilla Bellón (ESP)    | 88è                        |
| 197                        | Cristián Rodríguez Martín (ESP) | 50è                        |
| 198                        | Gonzalo Serrano Rodríguez (ESP) | 135è                       |

| Cofidis, Solutions Crédits COF | Cofidis, Solutions Crédits COF    | Cofidis, Solutions Crédits COF |
| ------------------------------ | --------------------------------- | ------------------------------ |
| Núm                            | Ciclista                          | Pos                            |
| 201                            | Jesús Herrada López (ESP)         | NP-17                          |
| 202                            | John Darwin Atapuma Hurtado (COL) | 61è                            |
| 203                            | Nicolas Edet (FRA)                | 18è                            |
| 204                            | Jesper Hansen (DEN)               | DNF-15                         |
| 205                            | José Herrada López (ESP)          | 75è                            |
| 206                            | Luis Ángel Maté Mardones (ESP)    | 102è                           |
| 207                            | Stéphane Rossetto (FRA)           | 127è                           |
| 208                            | Damien Touzé (FRA)                | 108è                           |

| Euskadi Basque Country-Murias EUS | Euskadi Basque Country-Murias EUS  | Euskadi Basque Country-Murias EUS |
| --------------------------------- | ---------------------------------- | --------------------------------- |
| Núm                               | Ciclista                           | Pos                               |
| 211                               | Óscar Rodríguez Garaicoechea (ESP) | 22è                               |
| 212                               | Aritz Bagües (ESP)                 | 117è                              |
| 213                               | Fernando Barceló Aragón (ESP)      | 95è                               |
| 214                               | Cyril Barthe (FRA)                 | 86è                               |
| 215                               | Mikel Bizkarra Etxegibel (ESP)     | 48è                               |
| 216                               | Mikel Iturria Segurola (ESP)       | 87è                               |
| 217                               | Sergio Samitier (ESP)              | 82è                               |
| 218                               | Héctor Sáez Benito (ESP)           | 112è                              |